# 훌다
훌다(Huldah, 히브리어: חֻלְדָּה Ḥuldā)는 히브리어 성경 열왕기하 22장 14~20절과 역대하 34장 22~28절에 언급된 여대언자이다. 요시야 왕의 명령에 따라 솔로몬의 성전을 수리하는 동안 율법책을 발견한 후, 힐기야는 아히감, 악볼, 사반, 아사야와 함께 그녀에게 다가가 여호와의 의견을 구했다.
그는 하라스의 손자 독핫(티크와)의 아들 살룸의 아내로서 예복을 관리하는 자라 그녀는 예루살렘의 제2구역에 살았다.
랍비의 해석에 따르면, 훌다와 드보라는 히브리어 성경의 네비임(선지서) 부분에서 주요한 여성 선지자였다고 한다. 하지만 토라에서는 미리암이 그렇게 언급되어 있고 이사야에서는 이름이 알려지지 않은 여예언자가 언급되어 있다. "훌다"는 히브리어의 חלד에서 파생되었으며, 이는 '지속하다' 또는 '계속된다'는 의미이다.
성전 산 남쪽 벽에 있는 훌다 문은 그녀의 이름을 따서 명명되었다.